# La tormenta (episodio de Avatar: la leyenda de Aang)
La tormenta es el duodécimo episodio de la primera temporada de la serie animada de televisión Avatar: la leyenda de Aang.

## Sinopsis
Como Aang, Katara y Sokka necesita dinero, este último se emplea en un barco pesquero, a pesar de que una tormenta parece inminente. Por su parte, el pescador reconoce a Aang como el Avatar "que le ha dado la espalda al mundo". Aunque Aang huye agobiado por la culpa, Katara logra rastrearlo y le pregunta qué le sucede. Aang le revela  que los monjes del Templo del Aire del Sur querían enviarlo a del Este para separarlo del Monje Gyatso, la única persona a la que le intersaba como persona y no como Avatar. Por eso huyó de casa y, tras ser sorprendido por una tormenta, se encerró junto con Appa en el iceberg. 
Mientras tanto, en la nave del Príncipe Zuko, la tripulación comienza a cuestionar su liderazgo, hasta que Iroh explica que fue marcado, no en un incidente de entrenamiento como se les hizo creer, sino en una agni-kai con su padre. Cuando Zuko se negó a pelear, este le causó las terribles quemaduras que cubrían la mayor parte de su rostro y luego lo desterró. Le ordenó además que no regresara a menos que encontrara y capturara al Avatar. 
Cuando la tormenta golpea, Sokka y el viejo casi se ahogan, pero Aang y Katara los salvan. Aang se ve obligado a entrar en el Estado Avatar, reflejando los eventos que lo llevaron a permanecer atrapado en el iceberg durante cien años, pero esta vez puede escapar solo con el anciano, Sokka y Katara. Zuko también actúa heroicamente cuando su nave es alcanzada por un rayo. Un miembro de su tripulación queda atrapado en el puente y Zuko puede salvar a la tripulación con la ayuda del teniente. Iroh también usa su flexión para redirigir los rayos desde la nave, una forma increíblemente rara y avanzada de técnica de lucha contra incendios. 
Al final del episodio, Zuko ve a Aang a lo lejos volando en Appa, pero decide no perseguirlos para salvar a su tripulación.